# Deidt
Deidt – amerykański konstruktor samochodowy. Samochody Deidt startowały przez trzy (1950, 1951, 1952) sezony w wyścigach Formuły 1, lecz tylko w krajowych wyścigach Indianapolis 500.

## Starty w F1
| Sezon | Kierowca          | S  | P  | Pkt | Powód NU    | Wynik wyścigu |
| ----- | ----------------- | -- | -- | --- | ----------- | ------------- |
| 1950  | Tony Bettenhausen | 8  | 5  | 1   |             | wynik         |
| 1950  | Bill Holland      | 10 | 2  | 6   |             | wynik         |
| 1950  | Mauri Rose        | 3  | 3  | 4   |             | wynik         |
| 1951  | Mack Hellings     | 23 | NU |     | Silnik      | wynik         |
| 1951  | Mauri Rose        | 5  | NU |     | Wypadek     | wynik         |
| 1951  | Duane Carter      | 4  | 8  |     |             | wynik         |
| 1951  | Tony Bettenhausen | 9  | NU |     | Wypadek     | wynik         |
| 1952  | Tony Bettenhausen | 30 | NU |     | Pompa oleju | wynik         |